# 1844 aux échecs
| Années des échecs : 1841 - 1842 - 1843 - 1844 - 1845 - 1846 - 1847    |
| Décennies des échecs : 1810 - 1820 - 1830 - 1840 - 1850 - 1860 - 1870 |

Cet article présente les faits marquants de l'année 1844 aux échecs.

## Événements majeurs
Le club de Montreal (Montreal Chess Club) est créé.
Un club d’échecs féminin est créé à Liverpool. Il s’agit probablement du premier club d’échecs féminin.

## Naissances
- Georges Emile Barbier

## Nécrologie
- Ghulam Kassim, joueur indien, co-auteur avec Cochrane de la monographie sur les ouvertures intitulée : Analysis of the Muzio Gambit, and match of two games at Chess, Played between Madras and Hyderabad, with Remarks by Ghulam Kassim, of Madras, who had the Chief Directorate of the Madras Games, and James Cochrane, Esq. of the Madras Civil Service[1].